# Marina Meliande
Marina Meliande (25 de agosto de 1980, Rio de Janeiro) é uma cineasta, produtora e montadora brasileira, formada em Cinema pela Universidade Federal Fluminense e com mestrado em Cinema e Artes Contemporâneas pelo Le Fresnoy (França). É sócia-fundadora da Duas Mariola Filmes, produtora audiovisual que atua no Rio de Janeiro desde 2007.
Produziu e dirigiu em parceria com Felipe Bragança três longas-metragens: A Fuga da Mulher Gorila, lançado no Festival de Locarno 2009; A Alegria, lançado no Festival de Cannes 2010, na Quinzena dos Realizadores e premiado no Festival de Brasília 2010; e Desassossego (Filme das Maravilhas) -  filme coletivo, lançado no Festival de Rotterdam 2011. Os três longas foram lançados comercialmente no Brasil e exibidos em festivais brasileiros e internacionais. Mormaço, seu primeiro longa com direção solo, desenvolvido com suporte da Residência do Festival de Cannes (Cinefondation) e o fundo internacional Hubert Bals, de Rotterdam, teve estreia mundial na competição do Festival de Rotterdam em janeiro de 2018.
Como produtora, Marina produziu Um Animal Amarelo (Rotterdam 2020) dirigido por Felipe Bragança, e ainda os longas A Morte de J.P. Cuenca, de João Paulo Cuenca (CPH:DOX 2015, Festival do Rio 2015, BAFICI), Não Devore Meu Coração! , de Felipe Bragança, uma coprodução com a Globo Filmes que teve sua estreia mundial no Festival de Sundance 2017  e passou por diversos festivais no último ano, como Berlim, Cartagena, Toulouse, Brasília e Mostra de SP. 
Como montadora, trabalhou em cerca de 40 curtas e longas, entre eles: Olmo e a Gaivota (Festival de Locarno 2014) de Petra Costa e Lea Glob; Pendular (Festival de Berlim 2017) de Julia Murat; e Chão (Festival de Berlim 2019) de Camila Freitas. Entre outras produções estão os curtas O Monstro, de Eduardo Valente (em competição no Festival de Cannes, 2006); Jonas e a Baleia de Felipe Bragança (em competição no Festival de Oberhausen, 2006); o média Tudo sobre Rodas, de Sérgio Bloch; e os longas A Fuga da Mulher Gorila, A Alegria, Desassossego, Histórias que Só Existem Quando Lembradas, de Julia Murat (Festival de Veneza 2011); Girimunho, de Clarissa Campolina e Helvécio Marins (Festival de Veneza 2011); o documentário franco-chileno La Quemadura, de René Ballesteros (Melhor Filme no Documenta Madrid e Premio Joris Ivens no Festival Cinema du Reel); o filme híbrido A Morte de J.P.Cuenca, de João Paulo Cuenca, A Terra Negra dos Kawá de Sérgio Andrade, e o Um Animal Amarelo, de Felipe Bragança.
Além disso, Marina também atua como curadora. Idealizou e realizou a Mostra Imaginários Cariocas, realizada na Caixa Cultural RJ em outubro de 2015. É uma das fundadoras da Semana de Cinema (dos Realizadores), primeira edição realizada em Setembro de 2009, no Rio de Janeiro. Idealizadora e diretora do Rio Fan – Festival de Cinema Fantástico do Rio de Janeiro, primeira edição em maio de 2008, Caixa Cultural, Estação Botafogo e Cinemateca do MAM. Produtora Executiva da Mostra Raízes do Século XXI - cinema brasileiro contemporâneo, realizada em Julho de 2006, na Caixa Cultural RJ. E ainda, fez a Produção Executiva da Mostra Cinema do Caos: Retrospectiva da obra do cineasta Rogério Sganzerla, realizada em Novembro de 2005 no Centro Cultural Banco do Brasil Rio de Janeiro, e também a Produção Executiva da Mostra Cinema Inocente: Retrospectiva completa da obra do cineasta Júlio Bressane, em duas versões: no Centro Cultural Banco do Brasil RJ em Outubro de 2002 e no Cine Sesc SP em Dezembro de 2003.
Atualmente, Marina Meliande vem trabalhando na finalização da sua primeira série, na qual assina a Direção Geral, Anjo Loiro com Sangue no Cabelo, coprodução entre a Duas Mariola Filmes e o Canal Brasil.

## Filmografia

### Como diretora
- 2003 - Por dentro de uma gota D'água - Ficção, 16mm, 10 min - Co-Direção: Felipe Bragança
- 2004 - O Nome Dele (O Clovis) - Ficção, 35mm, 15 min - Co-Direção: Felipe Bragança
- 2008 - Lettre Au Vieux Monde -  Vídeo-instalação.
- 2009 - L’Image qui Reste"  - Vídeo-instalação interativa.
- 2009 - A Fuga da Mulher Gorila - Ficção, 82 min - Co-Direção: Felipe Bragança
- 2010 - A Alegria - Ficção, 35mm, 100 min - Co-Direção: Felipe Bragança
- 2011 - Desassossego (Filme das Maravilhas) - Ficção, 63 min - Co-direção: Felipe Bragança
- 2018 - Mormaço -  Ficção, 96 min.

### Como montadora
- 2005 - Tudo sobre Rodas - Documentário, 74 min - Direção: Sérgio Bloch
- 2009 -  La Quemadura - Documentário, 65 min - Direção: René Ballesteros
- 2009 - A Fuga da Mulher Gorila - Ficção, 82 min - Co-direção: Marina Meliande e Felipe Bragança
- 2010 - A Alegria - Ficção, 35mm, 100 min - Co-Direção: Marina Meliande e Felipe Bragança
- 2011 - Histórias que Só Existem Quando Lembradas, Ficção, 98 min - Direção: Julia Murat
- 2011 - Girimunho, Ficção, 90 min - Co-direção: Clarissa Campolina e Helvécio Marins
- 2011 - Desassossego (Filme das Maravilhas) - Ficção, 63 min - Co-direção: Felipe Bragança
- 2014 - Olmo e a Gaivota, Documentário, 87 min - Co-direção: Petra Costa e Lea Glob
- 2015 - A Morte de J.P.Cuenca, Híbrido, 90 min - Direção: J.P. Cuenca
- 2017 - Pendular, Ficção, 108 min - Direção: Julia Murat
- 2018 - A Terra Negra dos Kawá - Ficção, 99 min - Direção: Sérgio Andrade
- 2018 - Mormaço -  Ficção, 96 min - Direção: Marina Meliande
- 2019 - Chão -  Documentário, 112 min - Direção: Camila Freitas
- 2020 - Um Animal Amarelo - Ficção, 115 min - Direção: Felipe Bragança